# Procerodes warreni
Procerodes warreni är en plattmaskart. Procerodes warreni ingår i släktet Procerodes och familjen Procerodidae. Inga underarter finns listade i Catalogue of Life.